# Gioco equo
In probabilità, si definisce gioco equo il gioco nell'ambito del quale si paga al vincitore una somma Q pari all'importo giocato S diviso per la probabilità di vincita p.
{\displaystyle Q=S/p} . Per esempio, scommettendo 1 € a 'testa o croce' sulla possibilità che esca testa, se si verifica l'evento, che ha probabilità {\displaystyle {\frac {1}{2}}}, perché il gioco sia equo il vincitore deve ricevere un premio di 2 € . Ne consegue che nel lancio di un dado una vincita pari a solo 5 volte la posta penalizza il giocatore, giacché la probabilità di vincita è pari a 1/6. In questo (e in tanti altri casi) parlare di 'fortuna' significa ignorare (con dolo se chi parla è il 'banco') il detto principio della teoria della probabilità.
Ancora, non è equo il gioco delle tre campanelle se il vincitore riceve una somma pari solo al doppio della posta, perché la probabilità di vincere è 1/3. La vincita deve essere pari al triplo dell'importo giocato affinché il gioco sia equo.